# 1701 год в науке
В 1701 году в науке и технике произошло несколько значимых событий.

## Медицина
- Итальянский врач Джакомо Пиларини делает в Константинополе детям прививки от оспы в надежде предотвратить заболевание в более зрелом возрасте.

## Физика
- Жозеф Совёр впервые использовал термин «акустика» (фр. acoustique).

## Техника
- Английский агроном Джетро Талл усовершенствовал плуг-сеялку.
- Исаак Ньютон в анонимном докладе Лондонскому королевскому обществу описал создание жидкостного термометра, представлявшего собой колбу длиной 1 м и диаметром 5 см, наполненную льняным маслом.

## Родились
- 11 января — Иоганн Николаус Фробе, математик, физик и философ
- 28 января — Шарль Мари де ла Кондамин, французский астроном, геодезист и путешественник
- 1 марта — Иоганн Якоб Брайтингер, швейцарский филолог
- 14 мая — Уильям Эмерсон, английский математик
- 9 апреля — Андреас Элиас фон Бухнер, немецкий медик
- 27 ноября — Андерс Цельсий, шведский астроном, геолог и метеоролог